# Ponickau (Thiendorf)
Ponickau ist ein Ortsteil der Gemeinde Thiendorf im Landkreis Meißen in Sachsen. Der Ort hat knapp 500 Einwohner und war bis zur Eingemeindung nach Thiendorf am 1. Januar 1996 eine eigenständige Gemeinde.

## Lage
Ponickau liegt in den Königsbrück-Ruhlander Heiden im Nordosten des Landkreises Meißen, rund zwei Kilometer südlich der Grenze zu Brandenburg, 17 Kilometer nordöstlich von Großenhain und 32 Kilometer nördlich des Stadtzentrums von Dresden. Umliegende Ortschaften sind Kraußnitz und Böhla b. Ortrand im Norden, Naundorf b. Ortrand im Nordosten, Lüttichau im Osten, Lüttichau/Anbau im Südosten, Stölpchen im Süden, Liega im Südwesten, Linz im Westen und Großkmehlen im Nordwesten.
Ponickau liegt an den Kreisstraßen 8517 (Schönfeld–Naundorf) und 8536 (Kraußnitz–Tauscha).

## Geschichte
Das ursprünglich slawische Straßenangerdorf Ponickau wurde 1317 als Herrensitz Punicowe erstmals urkundlich erwähnt. Die Schreibweise änderte sich im Laufe der Zeit, so lautete sie 1365 Panechow, 1366 Ponckaw, 1424 Ponikau, 1474 Punekaw und 1579 Ponnickau. Die heutige Schreibweise taucht im Jahr 1711 erstmals auf. Das Dorf war dem Rittergut Linz unterstellt, die Einwohner Ponickaus lebten überwiegend von der Landwirtschaft. Die Kirche im Ort diente als Pfarrkirche mit den Filialen in Linz und in Sacka. Ponickau gehörte lange Zeit zum Amt Hayn; zunächst im Kurfürstentum Sachsen und ab 1806 im Königreich Sachsen.

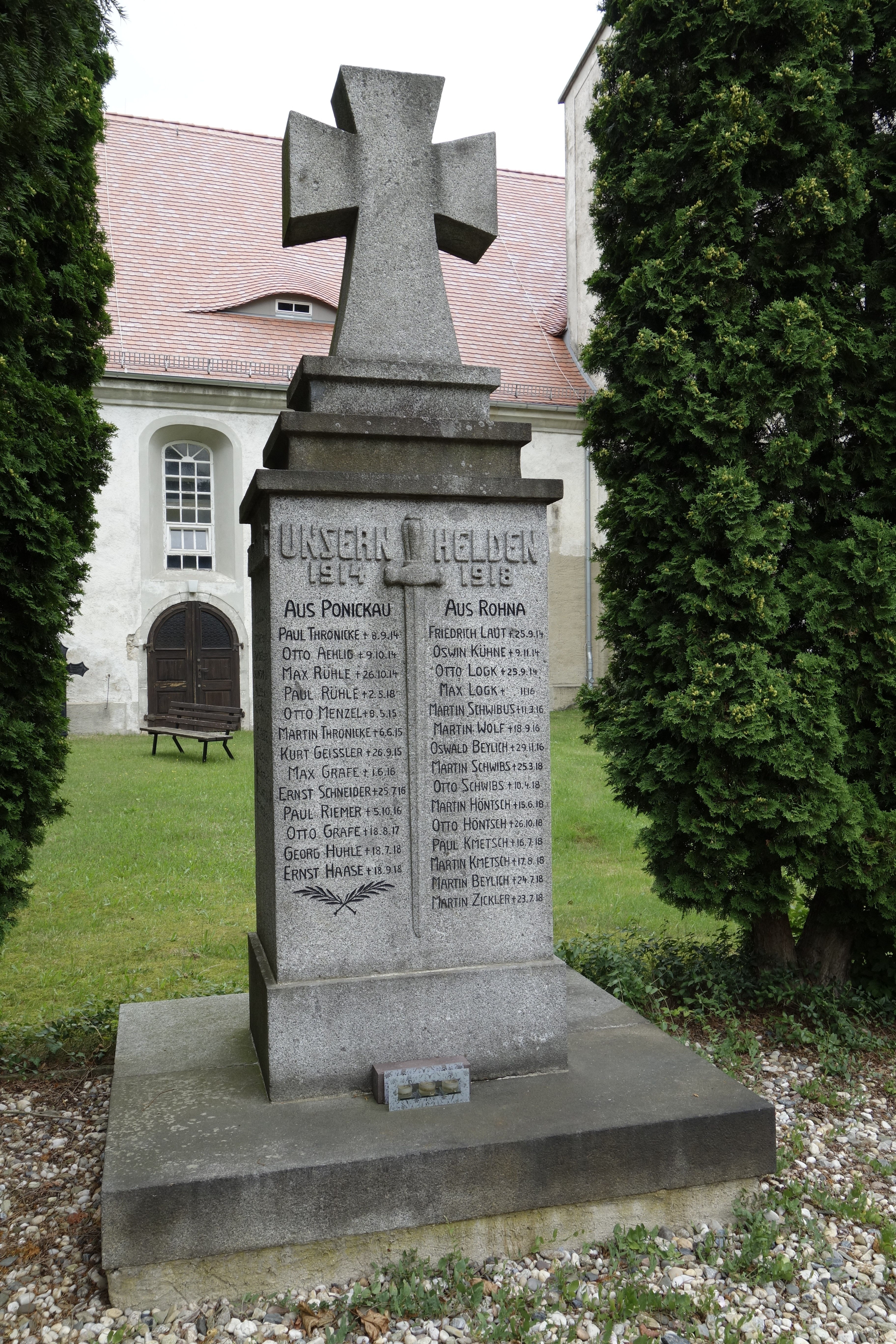
Kriegerdenkmal

1834 wurde Ponickau das Marktrecht verliehen, die Einwohnerzahl lag damals bei 370. Ab 1856 gehörte der Ort zum Gerichtsamt Großenhain, ab 1874 wurden die Verwaltungsaufgaben von der Amtshauptmannschaft Großenhain übernommen. Seit Beginn des 20. Jahrhunderts stieg die Einwohnerzahl kontinuierlich an, von 400 am 1. Dezember 1910 auf 443 am 16. Juni 1925 und 626 im Jahr 1939. Nach dem Ende des Zweiten Weltkrieges lag Ponickau im Landkreis Großenhain in der Sowjetischen Besatzungszone und ab 1949 in der DDR. Im folgenden Jahr zählte die Gemeinde Ponickau 613 Einwohner. Bei der DDR-Kreisreform am 25. Juli 1952 wurde die Gemeinde dem neu zugeschnittenen Kreis Großenhain im Bezirk Dresden zugeordnet.
Am 1. Januar 1960 wurde Lüttichau mit seinem Ortsteil Lüttichau/Anbau nach Ponickau eingemeindet. Die Einwohnerzahl der Gemeinde stieg dadurch auf 714 im Jahr 1964 an. Am 1. Januar 1973 wurde Naundorf b. Ortrand nach Ponickau eingemeindet. Nach der Wiedervereinigung gehörte die Gemeinde erst zum sächsischen Landkreis Großenhain, dieser ging 1994 im Landkreis Riesa-Großenhain auf, selbiger wiederum 2008 im Landkreis Meißen. Am 1. Januar 1996 wurden Ponickau mit seinen Ortsteilen Lüttichau, Lüttichau/Anbau und Naundorf b. Ortrand und Thiendorf zu der neuen Gemeinde Thiendorf zusammengeschlossen.

## Sehenswürdigkeiten
- Dorfkirche Ponickau: Die Dorfkirche Ponickau wurde 1589 anstelle eines romanischen Vorgängerbaus errichtet und 1778 durch einen oktogonalen Turm ergänzt.
- Pfarrhaus Ponickau: Das Pfarrhaus aus den 1650er Jahren ist nach der Dorfkirche eines der ältesten erhaltenen Gebäude des Ortes.

## Infrastruktur

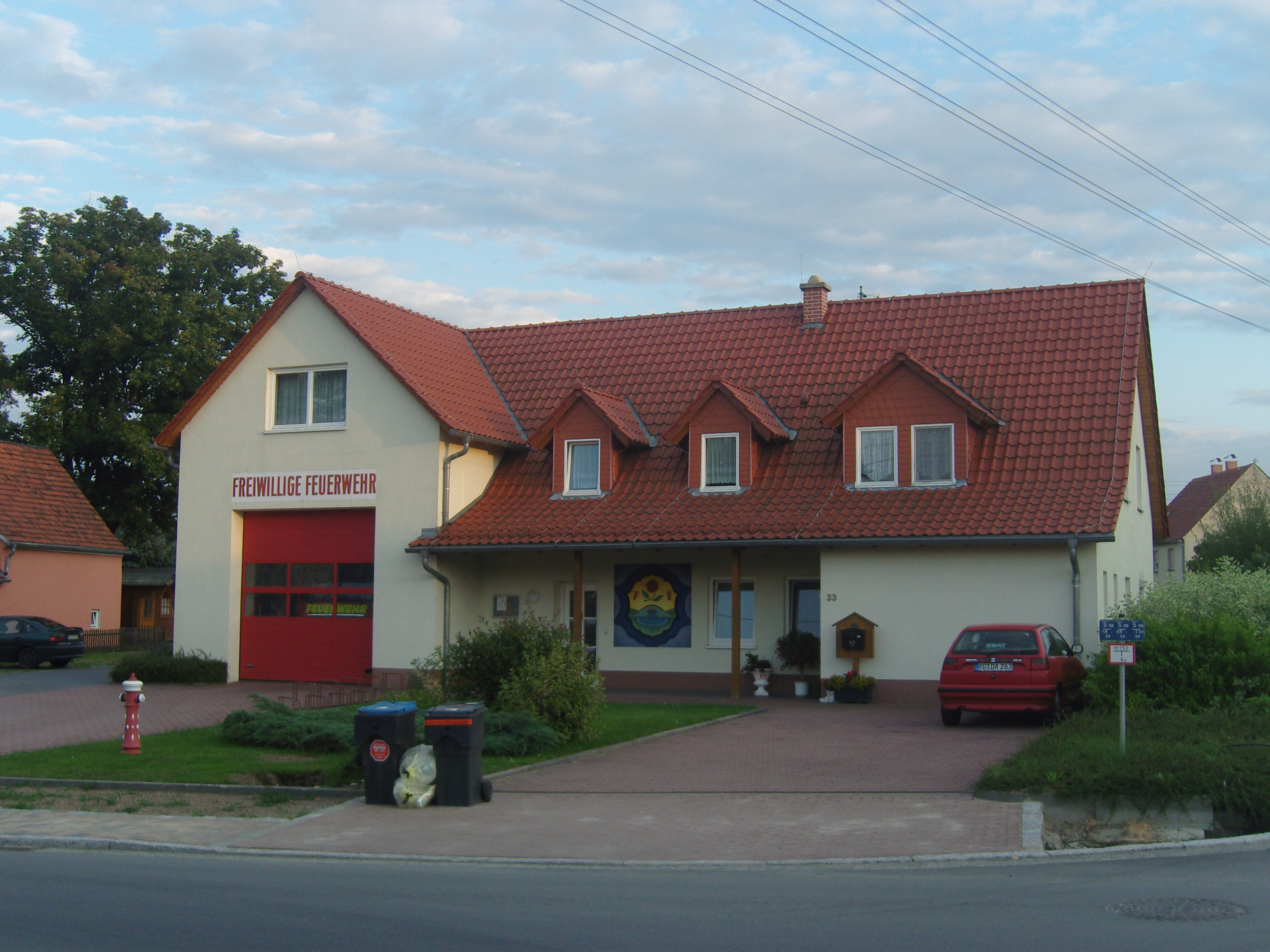
Feuerwehrhaus in Ponickau

In Ponickau befindet sich die Grundschule der Gemeinde Thiendorf. Sie wurde während des Schuljahres 2008/09 umfassend saniert. Des Weiteren ist in Ponickau eine Löschgruppe der Freiwilligen Feuerwehr Thiendorf stationiert.

## Persönlichkeiten
- Oscar Theodor Auerswald (1827–1903), evangelischer Pfarrer